# Combretum rovirosae
Combretum rovirosae är en tvåhjärtbladig växtart som beskrevs av Arthur Wallis Exell. Combretum rovirosae ingår i släktet Combretum och familjen Combretaceae. Inga underarter finns listade i Catalogue of Life.